# Lista de distritos do Pará

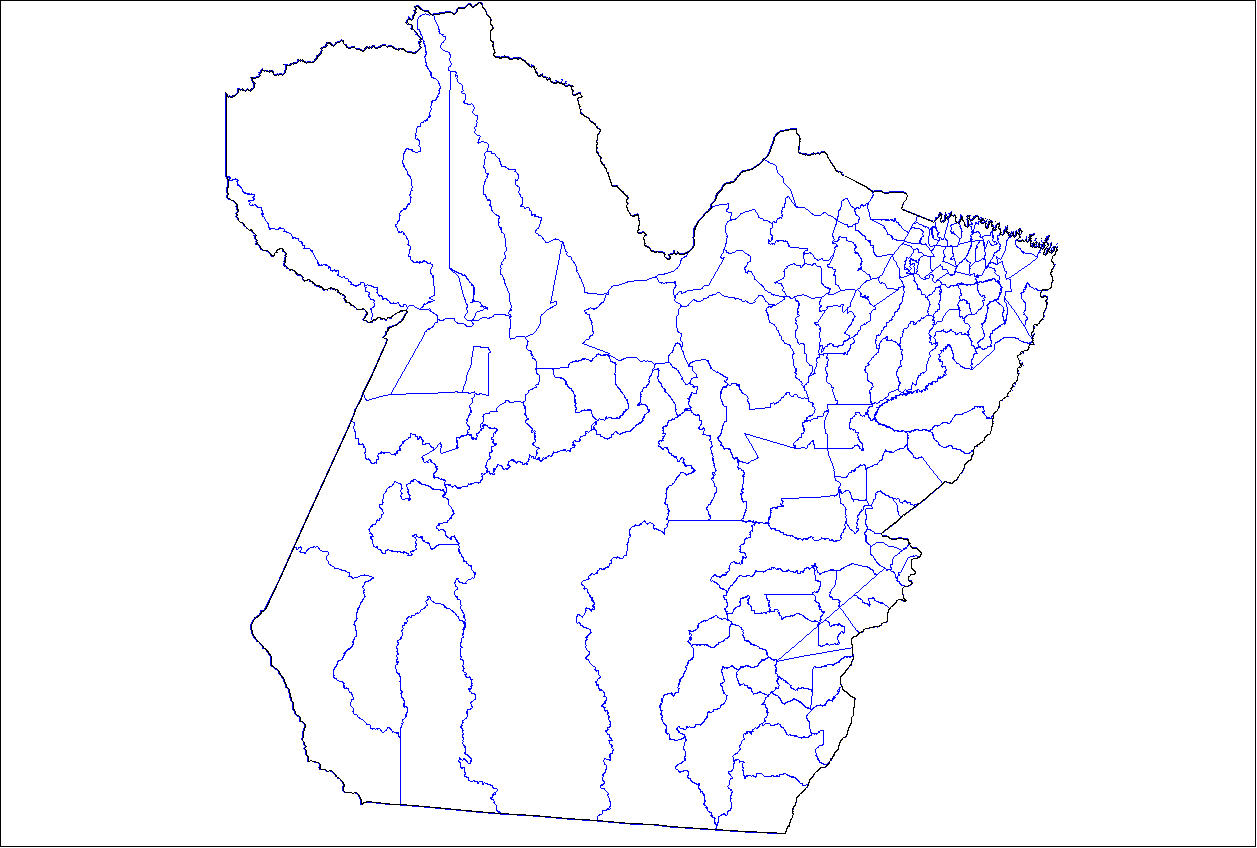
Municípios do estado do Pará

Esta é uma lista dos distritos dos municípios paraenses
Segundo o IBGE, um município para ser formado deve possuir pelo menos um distrito, o distrito sede. No caso dos municípios que possuírem mais de um distrito, estes também constarão na lista.
| Município (Distrito sede)  | Demais distritos |
| -------------------------- | --- |
| Abaetetuba                 | |
| Abel Figueiredo            | |
| Acará                      | Guajará-Miri Jaguarari |
| Afuá                       | |
| Água Azul do Norte         | |
| Alenquer                   | |
| Almeirim                   | Arumanduba Monte Dourado |
| Altamira                   | Castelo dos Sonhos |
| Anajás                     | |
| Ananindeua                 | |
| Anapu                      | |
| Augusto Corrêa             | Aturiaí Emboraí Itapixuna |
| Aurora do Pará             | |
| Aveiro                     | Brasília Legal Fordlândia Pinhel                                                                                               |
| Bagre                      | Pedreira |
| Baião                      | Joana Peres São Joaquim do Ituquara Umarizal do Tocantins                                                                      |
| Bannach                    | |
| Barcarena                  | Murucupi Vila dos Cabanos |
| Belém                      | Entroncamento Guamá Icoaraci Mosqueiro Outeiro Sacramenta                                                                      |
| Belterra                   | |
| Benevides                  | Benfica |
| Bom Jesus do Tocantins     | |
| Bonito                     | |
| Bragança                   | Almoço Caratateua Nova Mocajuba Tijoca Vila do Treme                                                                           |
| Brasil Novo                | |
| Brejo Grande do Araguaia   | São Raimundo do Araguaia |
| Breu Branco                | |
| Breves                     | Antônio Lemos Curumu São Miguel dos Macacos                                                                                    |
| Bujaru                     | Guajará-Açu |
| Cachoeira do Arari         | |
| Cachoeira do Piriá         | |
| Cametá                     | Areião Carapajó Curuçambaba Januacoeli Juaba Moiraba Torres do Cupijó Vila do Carmo de Tocantins                               |
| Canaã dos Carajás          | |
| Capanema                   | Mirasselvas Tauari |
| Capitão Poço               | |
| Castanhal                  | Apeú |
| Chaves                     | São Sebastião de Viçosa |
| Colares                    | |
| Conceição do Araguaia      | |
| Concórdia do Pará          | |
| Cumaru do Norte            | |
| Curionópolis               | Serra Pelada |
| Curralinho                 | Piriá |
| Curuá                      | |
| Curuçá                     | Lauro Sodré Muruçá Ponta de Ramos                                                                                              |
| Dom Eliseu                 | |
| Eldorado do Carajás        | Tancredo Neves 17 de Abril |
| Faro                       | Nova Maracanã |
| Floresta do Araguaia       | Bela Vista do Araguaia |
| Garrafão do Norte          | |
| Goianésia do Pará          | |
| Gurupá                     | Carrazedo Itatupã |
| Igarapé-Açu                | Caripi |
| Igarapé-Miri               | Maiauatá |
| Inhangapi                  | |
| Ipixuna do Pará            | |
| Irituia                    | |
| Itaituba                   | |
| Itupiranga                 | |
| Jacareacanga               | Porto Rico |
| Jacundá                    | |
| Juruti                     | |
| Limoeiro do Ajuru          | |
| Mãe do Rio                 | |
| Magalhães Barata           | Cafezal |
| Marabá                     | Alto Bonito Brejo do Meio Capistrano de Abreu Carimã Itainópolis Josinópolis Muru-Muru Santa Fé Três Poderes Sororó Vila União |
| Marapanim                  | Marudá Matapiquara Monte Alegre do Maú Praia de Marudá                                                                         |
| Itatuba                    | |
| Marituba                   | |
| Medicilândia               | União da Floresta |
| Melgaço                    | Areias |
| Mocajuba                   | São Pedro de Viseu |
| Moju                       | Cairari |
| Mojuí dos Campos           | |
| Monte Alegre               | |
| Muaná                      | São Francisco da Jararaca São Miguel do Pracuúba                                                                               |
| Nova Esperança do Piriá    | |
| Nova Ipixuna               | |
| Nova Timboteua             | Timboteua |
| Novo Progresso             | |
| Novo Repartimento          | Belo Monte do Pará Maracajá Vitória da Conquista                                                                               |
| Óbidos                     | |
| Oeiras do Pará             | |
| Oriximiná                  | Porto Trombetas Cachoeira Porteira                                                                                             |
| Ourém                      | |
| Ourilândia do Norte        | |
| Pacajá                     | |
| Palestina do Pará          | |
| Paragominas                | |
| Parauapebas                | |
| Pau-d'Arco                 | |
| Peixe-Boi                  | Tauarizinho |
| Piçarra                    | |
| Placas                     | |
| Ponta de Pedras            | |
| Portel                     | |
| Porto de Moz               | Veiros Vilarinho do Monte |
| Prainha                    | Pacoval |
| Primavera                  | |
| Quatipuru                  | |
| Redenção                   | |
| Rio Maria                  | |
| Rondon do Pará             | |
| Rurópolis                  | Divinópolis |
| Salinópolis                | Cuiarana |
| Salvaterra                 | Condeixa Joanes Jubim Monsarás                                                                                                 |
| Santa Bárbara do Pará      | |
| Santa Cruz do Arari        | |
| Santa Izabel do Pará       | Americano Caraparu |
| Santa Luzia do Pará        | |
| Santa Maria das Barreiras  | Casa de Tábua Nova Esperança                                                                                                   |
| Santa Maria do Pará        | Taciateua São Paulo Vila Nova                                                                                                  |
| Santana do Araguaia        | |
| Santarém                   | Alter do Chão Boim Curuai |
| Santarém Novo              | |
| Santo Antônio do Tauá      | Espírito Santo do Tauá São Raimundo de Borralhos                                                                               |
| São Caetano de Odivelas    | Perseverança |
| São Domingos do Araguaia   | |
| São Domingos do Capim      | |
| São Félix do Xingu         | Taboca Vila Ladeira Vermelha Vila Lindoeste Vila Nereu                                                                         |
| São Francisco do Pará      | |
| São Geraldo do Araguaia    | |
| São João de Pirabas        | Japerica |
| São João do Araguaia       | Apinagés |
| São Miguel do Guamá        | Caju Urucuri Urucuriteua |
| São Sebastião da Boa Vista | |
| Sapucaia                   | |
| Senador José Porfírio      | |
| Soure                      | |
| Tailândia                  | |
| Terra Alta                 | |
| Terra Santa                | |
| Tomé-Açu                   | |
| Tracuateua                 | |
| Trairão                    | |
| Tucumã                     | |
| Tucuruí                    | |
| Ulianópolis                | |
| Uruará                     | Alvorada |
| Vigia                      | Porto Salvo |
| Viseu                      | Fernandes Belo São José do Gurupi São José do Piriá Vila Cardoso                                                               |
| Vitória do Xingu           | |
| Xinguara                   | |